# 科朗西
科朗西（法語：Corancy，法語發音：[kɔʁɑ̃si]）是法国涅夫勒省的一个市镇，属于希农堡（城）区。

## 地理
科朗西（47°6'5"N, 3°56'53"E）面积30.15 平方千米，位于法国勃艮第-弗朗什-孔泰大區涅夫勒省，该省份为法国中部省份，北至约讷省，西北接卢瓦雷省，西接谢尔省，南至阿列省，东南接索恩-卢瓦尔省，东临科多尔省。
与科朗西接壤的市镇（或旧市镇、城区）包括：绍马尔、阿尔勒夫、希农堡（乡）、沙坦、拉沃德弗雷图瓦、普朗谢、莫尔旺地区圣伊莱尔。

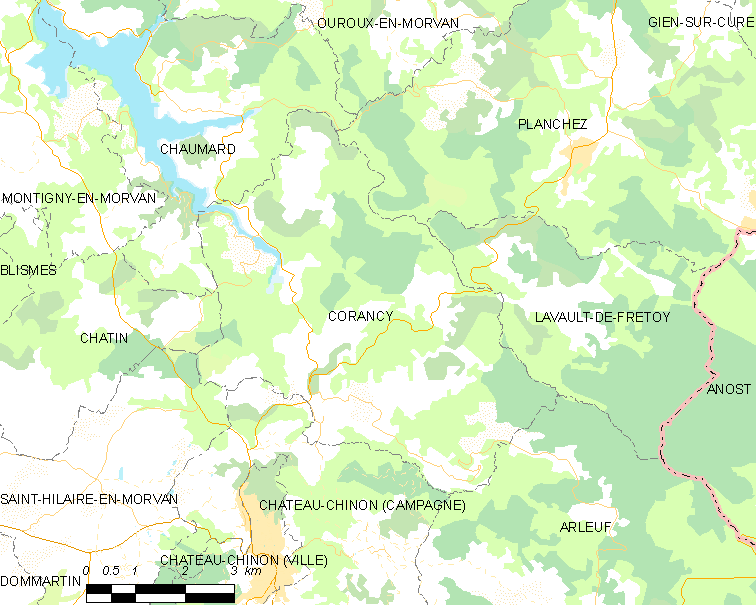
科朗西的OSM定位图

科朗西的时区为UTC+01:00、UTC+02:00（夏令时）。

## 行政
科朗西的邮政编码为58120，INSEE市镇编码为58082。

## 政治
科朗西所属的省级选区为希农堡县。

## 人口

1962-2008年间科朗西人口变化图示

科朗西于2022年1月1日时的人口数量为281人。